# Mete Binay
Mete Binay, né le 19 janvier 1985, est un haltérophile turc.

## Carrière
Mete Binay participe aux Championnats du monde d'haltérophilie 2010 qui se déroulent à Antalya en Turquie, dans la catégorie des moins de 69 kg. Le Turc se classe premier à l'arraché et dixième à l'épaulé-jeté. Ces deux résultats cumulés lui permettent de décrocher la médaille de bronze, derrière Liao Hui et Ninel Miculescu.

## Palmarès

### Championnats du monde
- Championnats du monde d'haltérophilie 2010 à Antalya
  -  Médaille de bronze en moins de 69 kg.

### Championnats d'Europe
- Championnats d'Europe d'haltérophilie 2010 à Minsk
  -  Médaille de bronze en moins de 69 kg.